# 매질 (체벌)
매질(영어: Caning) 또는 법률용어로 태형(笞刑)은 나무 막대기 등으로 된 매로 치는 것을 말한다.
또한 매질은 중화인민공화국의 고대 왕조에서는 오형의 하나였으며, 싱가포르에서는 오늘날에도 태형이 법적으로 존재한다. 싱가포르에서는 50세 이하의 심장병 없는 남성을 대상으로 3~24번을 시행하며 성범죄 등 매우 강력한 범죄에만 적용된다. 현재는 기계로 하는 경우도 있다.
유럽 · 중동 · 아프리카에서도 20세기 초까지 태형이 존재하였다.
한국에서는 근대화 과정에서 폐지되었으나, 1910년대에 조선총독부의 법령으로 일시적으로 부활하였지만, 3·1 운동의 영향으로 폐지되어 1920년대 이후에는 한국에서의 태형은 폐지되었다.

## 같이 보기
- 체벌
- 곤장
- 멍석말이